# Park Militarny Rembertów
Park Militarny Rembertów – plenerowa ekspozycja muzealna znajdująca się w latach 2013–2016 na terenie należącym do Akademii Obrony Narodowej w  Warszawie.

## Opis
Park został otwarty w 2013 roku z inicjatywy rektora uczelni gen. Bogusława Packa. Ekspozycja miała formę ścieżki edukacyjnej, przy której znajdowały się pojazdy bojowe (czołgi, transportery opancerzone), artyleria, samoloty bojowe oraz śmigłowiec.  Część z eksponatów została przekazana przez Muzeum Wojska Polskiego w Warszawie, część stanowił wycofany z użytku sprzęt bojowy lub jego makiety. Obiekty zostały odrestaurowane przez pracowników i studentów uczelni.
W 2016, po zmianie nazwy uczelni na Akademię Sztuki Wojennej, park został zlikwidowany.
Wśród eksponatów znajdowały się m.in.
- czołgi: T-34/85, T-54, T-55U, PT-76,
- transportery opancerzone: SKOT WPT i 2AP, TOPAS 2AP i BWP-1,
- wyrzutnie rakiet: BM-14 i BM-21 Grad,
- artyleria: armaty przeciwpancerne ZIS-2, D-44 i BS-3, haubica wz. 38, armata wz. 1931/37,
- samobieżne działo przeciwlotnicze ZSU-57-2,
- śmigłowiec Mi-2,
- samoloty: Su-20, Su-22M4K, PZL TS-11 Iskra i Lim-6.